# Reformierte Kirche Tamins

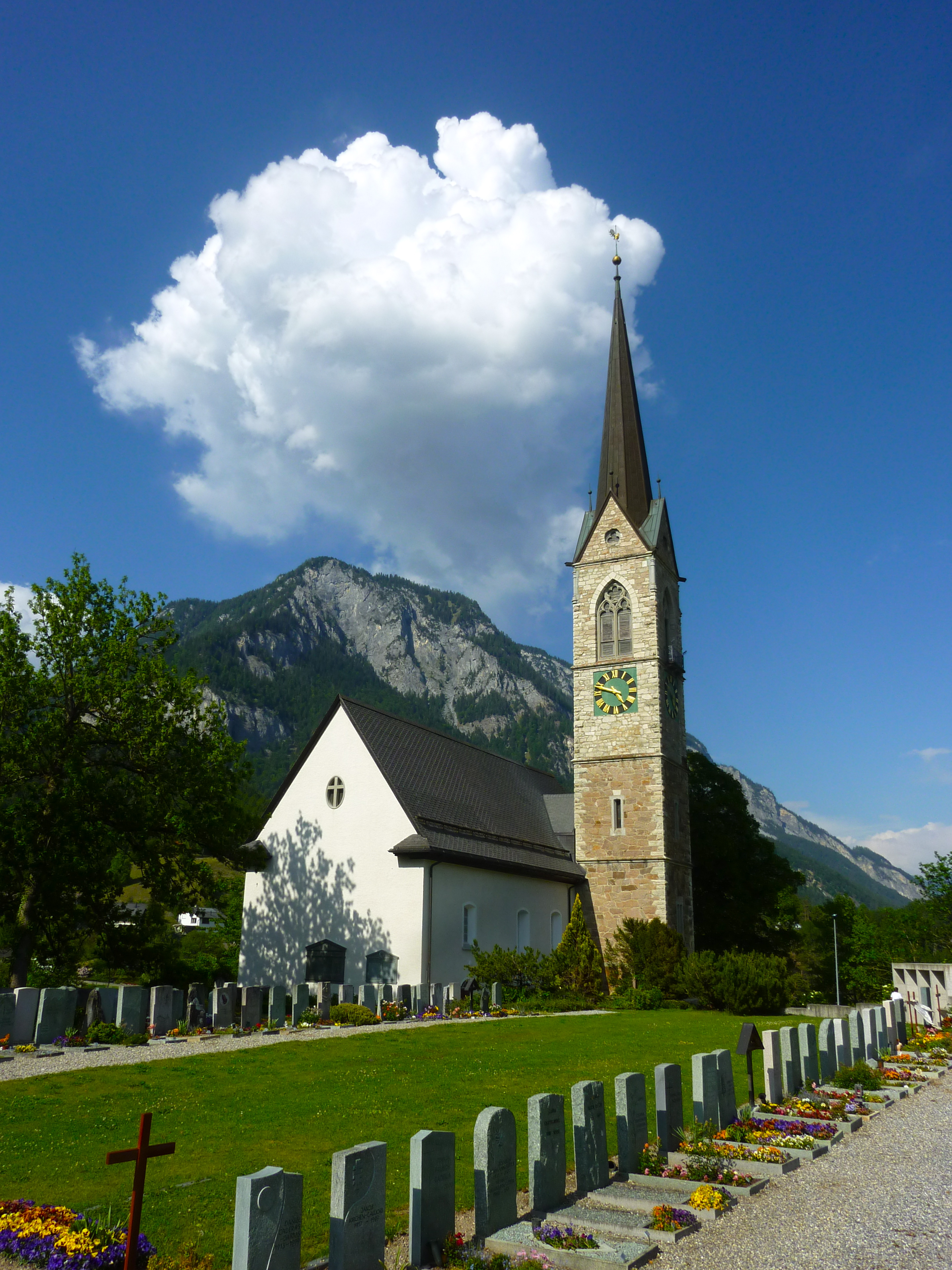
Taminser Kirche

Die Reformierte Kirche in Tamins im Kanton Graubünden ist ein aufgrund seiner exponierten Hügellage weithin sichtbares denkmalgeschütztes evangelisch-reformiertes Gotteshaus. 

## Geschichte
Anlässlich der umfangreichen Renovationsarbeiten von 2009 unter dem Architekten Beat Buchli stiess man bei Abtiefungsarbeiten auf Spuren, die weit vor die erste Erwähnung der Taminser Kirche im 15. Jahrhundert zurückgeht. Diesen Funden zufolge entstand die erste Kirche in Tamins um die Wende von 11. zum 12. Jahrhundert am westlichen Rand des Hügelplateaus. Es war eine Saalkirche, diese war 6 Meter lang, 4 Meter breit, mit halbrunder Apsis. Erhalten haben sich neben Grundmauern Reste des Bodens und des Altars. Die Grabungen wurden vom Archäologischen Dienst des Kantons Graubünden durchgeführt, der die Ergebnisse im Jahresbericht 2010 festhielt.
Vermutlich aus Platzgründen wurde im 11. oder 12. Jahrhundert an der Nordseite der bestehenden eine doppelt so grosse Kirche in gleicher Form angebaut. Wahrscheinlich am Ende des 14. Jahrhunderts  finanzierte ein Adliger oder hoher Geistlicher eine neue Kirche. Die Gebeine des Stifters wurden an der Aussenseite der neuen Kirche in einem gut sichtbaren Stiftergrab beigesetzt. Dieser romanische Neubau vereinigte die unterschiedlich grossen Räume der Vorgängerkirchen zu einem einheitlichen Saal. Die beiden Altarräume wurden als halbrunde Apsiden ausgestaltet. Aus den Vorgängerbauten stammt die steinerne Sitzbank entlang der West- und Südbank.
Bis zum 15. Jahrhundert erfuhr diese Kirche keine grössere Veränderungen, dann wurde wieder ein Neubau beschlossen, dessen Chor 1494 vollendet wurde. In diesem Jahr wurde die Taminser Kirche erstmals urkundlich erwähnt. Festgehalten wird ihre Trennung von Trin, was auf die Anstellung eines eigenen Pfarrers in Tamins schliessen lässt.
Der rund 30 Meter hohe Turm und Schiff wurden, vermutlich aus finanziellen Gründen, erst 1513 vollendet.
Dieser gotische Bau blieb bis ins 19. Jahrhundert unverändert. Die heutige Form von Schiff und Turm gehen auf Umbauten von 1840 (Einbau der Empore) bzw. 1899 (Fertigstellung des fast 50 Meter hohen Turm) und 1920 zurück, der Chor blieb bis auf die Dachkonstruktion unverändert. Der Taufstein wurde 1910 den Taminsern von der Kirchgemeinde Rüti ZH geschenkt, zuvor hatte nur ein hölzernes Tischchen zur Verfügung gestanden.
In den 1970er Jahren wurden das leicht tonnenförmige, holzverkleidete Kirchenschiff und der nadelförmige Turm restauriert und eine neue Orgel eingebaut. Das Glasgemälde im Chor wurde von Ernst Rinderspacher gefertigt. Die dominierende Kanzel stammt aus dem Jahr 1730.

## Galerie

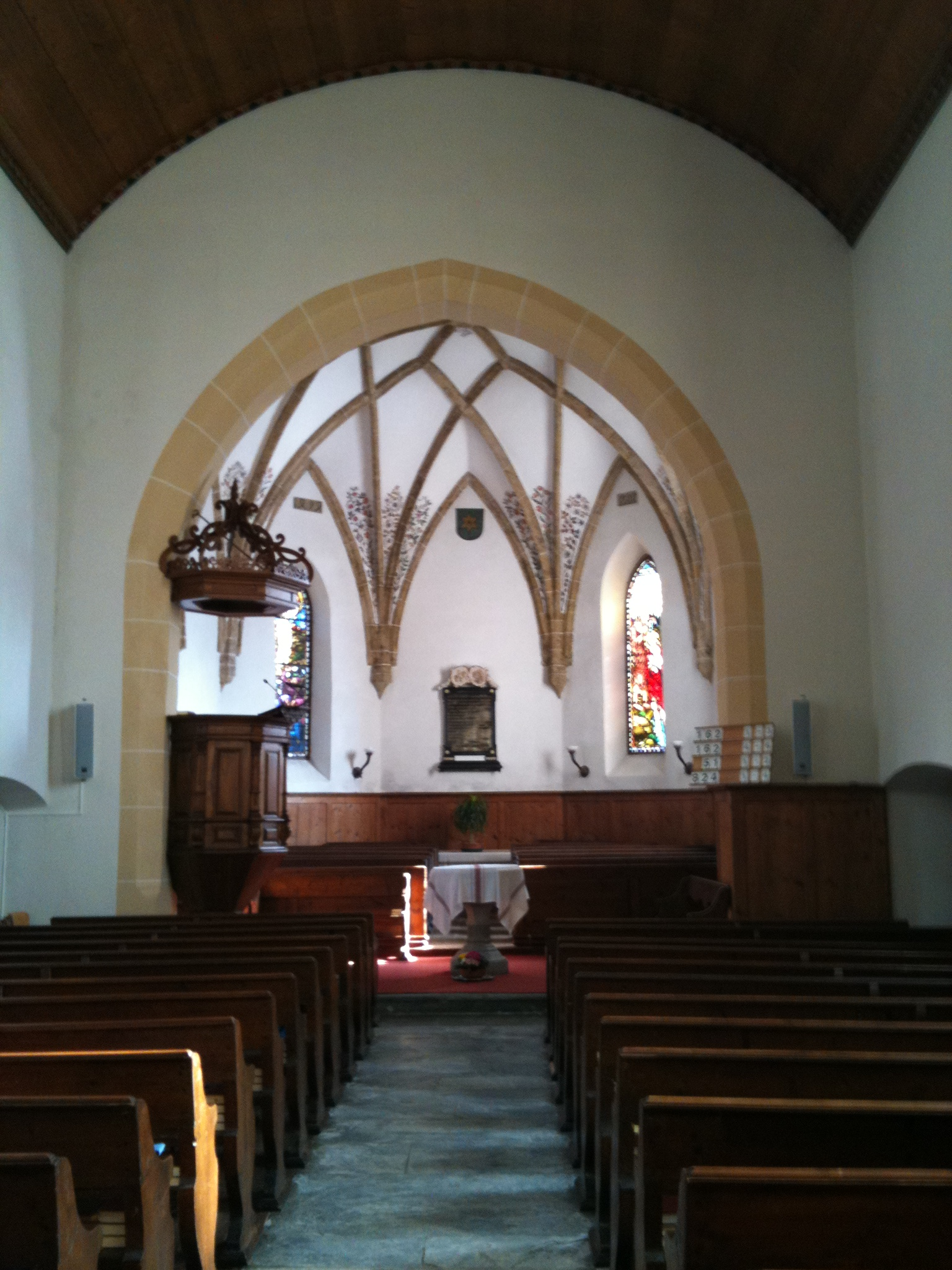
Blick in den Chor vor der Innenrenovation
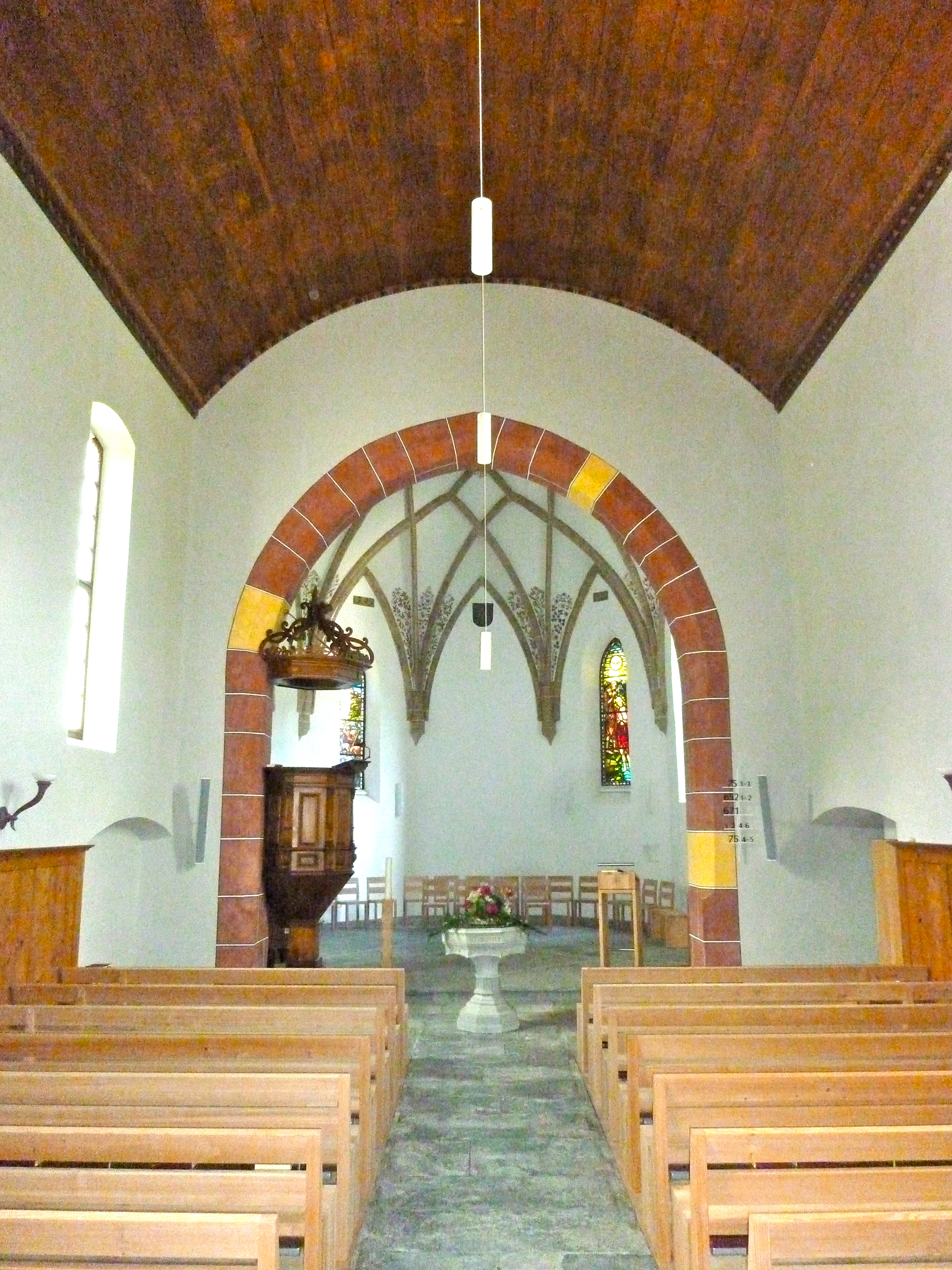
Innenraum heute
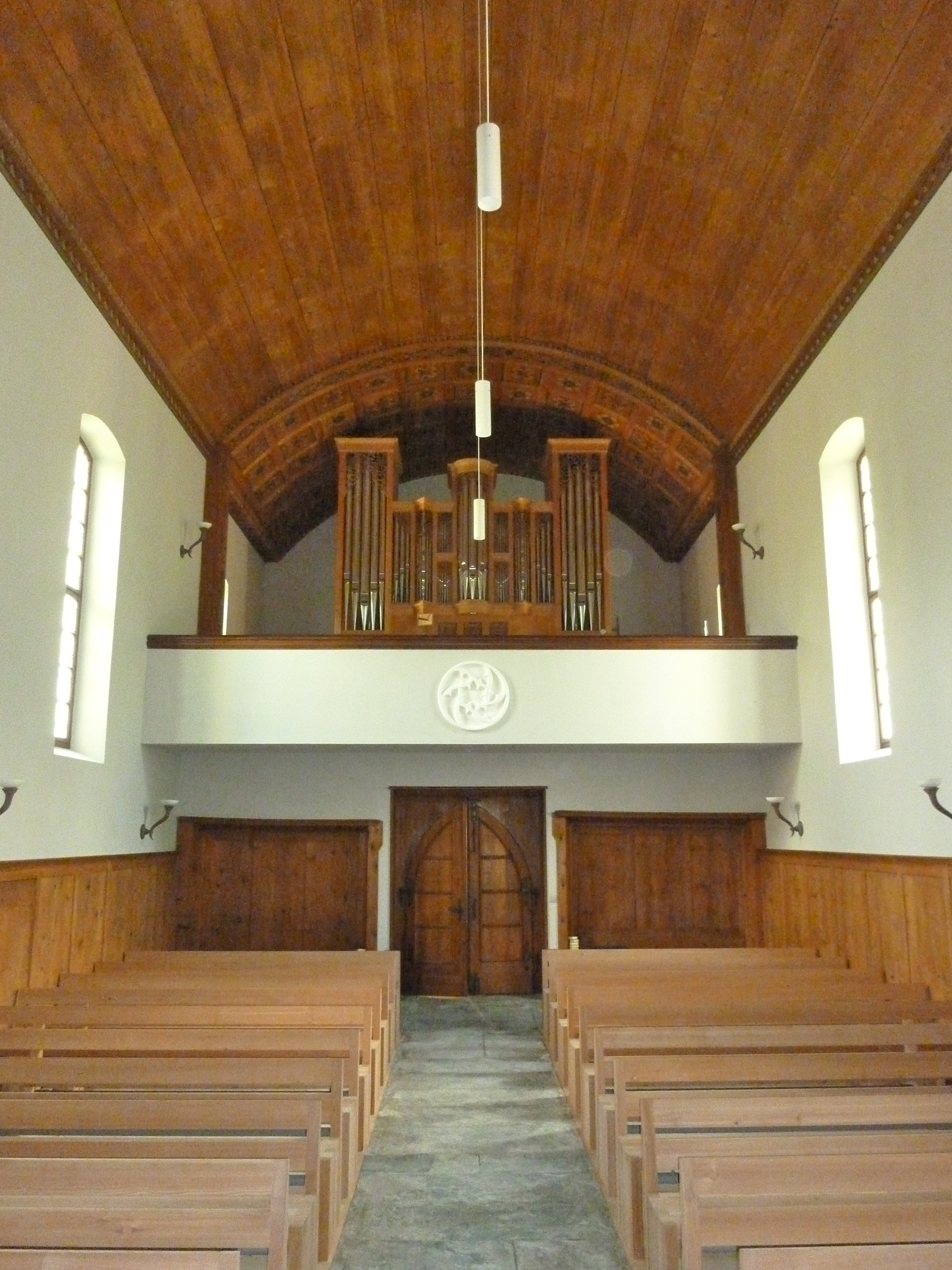
Blick zur Empore
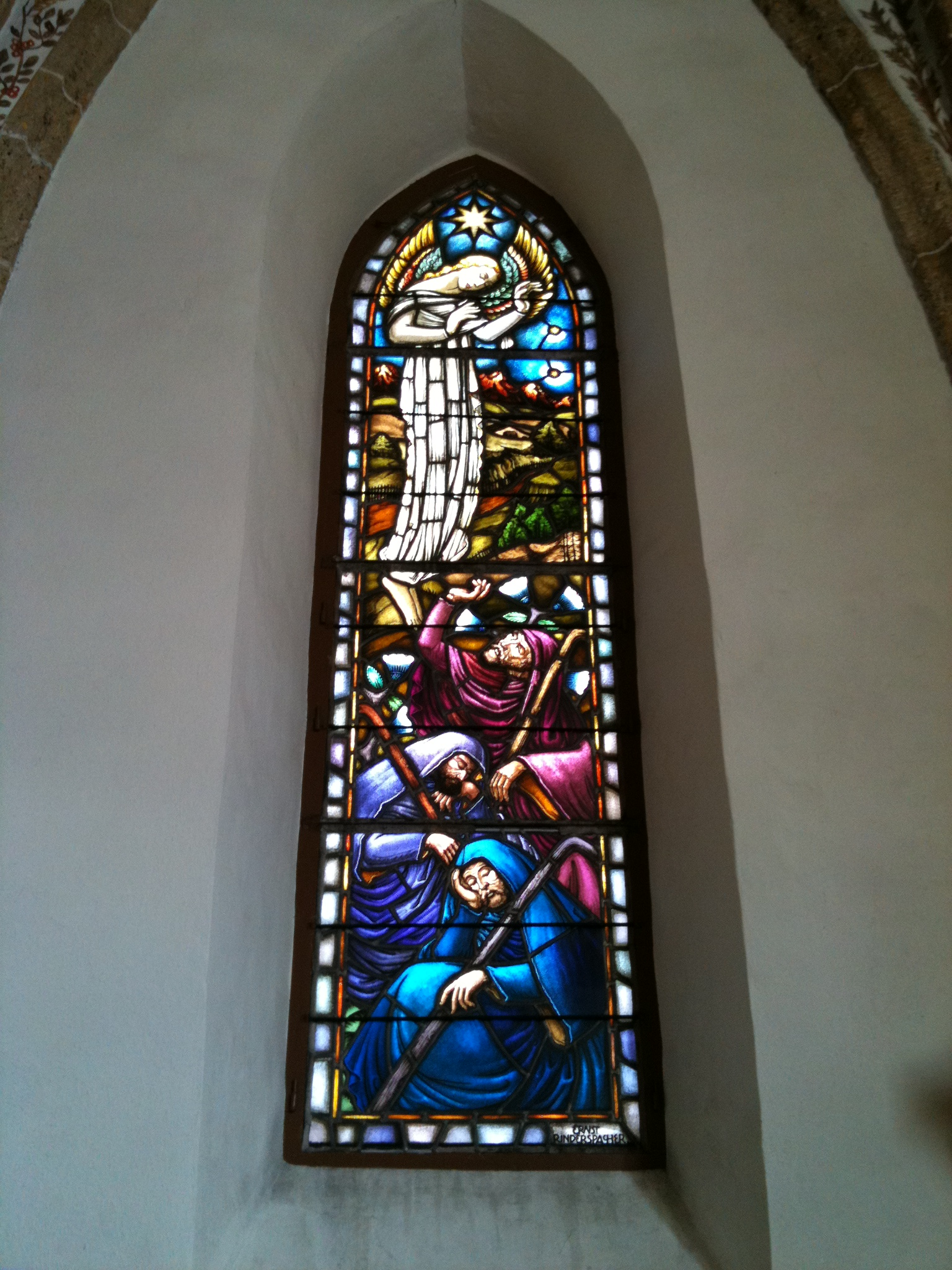
Glasfenster im Chor

## Kirchliche Organisation

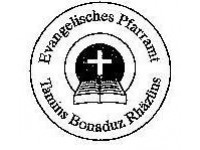
Der Stempel des Pfarramtes

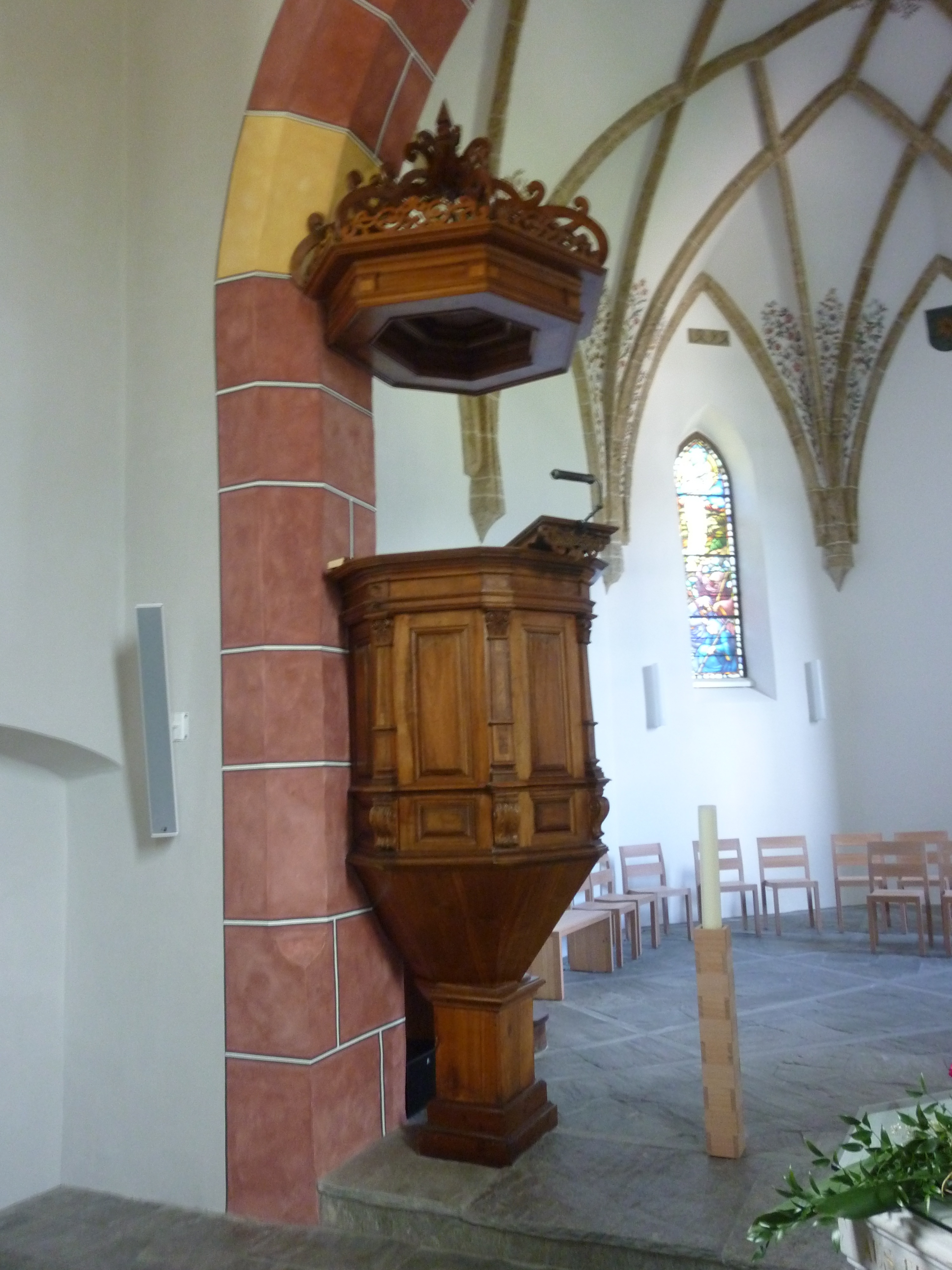
Taminser Kanzel

Tamins ist Teil der Kirchgemeinde Tamins/Bonaduz/Rhäzüns innerhalb der Evangelisch-reformierten Landeskirche Graubünden.

### Liste der Pfarrer seit der Reformation
| - Peter Höwer (1511–1540) - Bernhard Schnider (ca. 1540–1550) - Hans Rudolf (1555–1570) - Georg Cazin (ca. 1570–1625) - Caspar Roseli (1652–1704) - Martin Nocolaus Annosi (1704–1719) - Johann Peter Malacrida (1719–1720) - Martin Nicolaus Annosi (1720–1743) - Ulrich Annosi (1744–1761) - Luzius Cabalzar (1761–1766) - Johannes Capräz (1766–1795) - Bartholomäus Capräz (1795–1796) - Nicolaus Leonhardi (1796–1798) - Johann Capräz (1798–1801) - Georg Frigg (1801–1822) - Peter Kaspar (1822–1839) - Christian Dönz (1839–1847) - Jeremias Allemann (1848–1856) - Hermann Schuster (1856–1858) - Johann Friedrich Felix (1858–1870) | - Carl Simon Damur (1870–1875) - Christian Wilhelm Denz (1875–1880) - Janett Michel (1880–1887) - Heinrich Giovanoli (1887–1889) - Jakob Rudolf Truog (1889–1906) - Paul Thürer (1906–1910) - Johann Jakob Frei (1910–1916) - Arthur Johann Wilhelm Graf (1916–1919) - J.J.L. Middendorp (1920–1921) - Walter Hüttinger (1921–1929) - Anton Ragaz (1929–1952) - Wolfram Hönig (1953–1956) - Ernst Stalder (1956–1959) - Christian Weisstanner (1959–1973) - Peter Niederstein (1973–2001) - Felix Meier (2002–2004) - Ernst Schäfer (2005–2006) - Georg Felix-Candrian (2006–2012) - Anja Felix-Candrian (2008–2012) - Robert Naefgen-Neubert und Miriam Neubert (2013–2021) |